# Jorge Enrique Lozano Zafra
Jorge Enrique Lozano Zafra (ur. 13 kwietnia 1938 w Bogocie) – kolumbijski duchowny rzymskokatolicki, w latach 1993-2014 biskup Ocaña.

## Życiorys
Święcenia kapłańskie przyjął 19 grudnia 1964. 28 czerwca 1993 został prekonizowany biskupem Ocaña. Sakrę biskupią otrzymał 6 sierpnia 1993. 15 maja 2014 przeszedł na emeryturę.